# Росуље (Костајница)
Росуље су насељено место у саставу града Костајнице, у Банији, Република Хрватска.

## Историја
Росуље су се од распада Југославије до августа 1995. године налазиле у Републици Српској Крајини.

## Становништво
На попису становништва 2011. године, Росуље су имале 192 становника.

## Попис 1991.
На попису становништва 1991. године, насељено место Росуље је имало 448 становника, следећег националног састава:
| Попис 1991.‍  | Попис 1991.‍  | Попис 1991.‍ | Попис 1991.‍ | Попис 1991.‍ |
| ------------ | ------------ | ----------- | ----------- | ----------- |
|              |              |             |             |             |
| Срби         | Срби         |             | 363         | 81,02%      |
| Хрвати       | Хрвати       |             | 39          | 8,70%       |
| Југословени  | Југословени  |             | 22          | 4,91%       |
| Грци         | Грци         |             | 1           | 0,22%       |
| Немци        | Немци        |             | 1           | 0,22%       |
| неопредељени | неопредељени |             | 19          | 4,24%       |
| непознато    | непознато    |             | 3           | 0,66%       |
| укупно: 448  |              |             |             |             |